# الگی، باریسال
الگی (به لاتین: Algi) یک منطقهٔ مسکونی در بنگلادش است که در استان باریسال واقع شده‌است.